# يوحنا بطرس الحلو
يوحنا بطرس الحلو (توفي عام 1823) البطريرك الماروني السابع والستون بين 1809 و1823. ولد في قرية غوسطا في كسروان وانخرط في سلك الكهنوت باكرًا، رقاه البطريرك يوسف اسطفان إلى رتبة مطران في 16 أغسطس 1787، على أن يكون مطرانًا شرفيًا على عرقة ونائبًا بطريركًا للشؤون الزمنيّة. شارك في مجمعين انتخابيين بعد وفاة البطريرك اسطفان وانتخب في ثالثهما بطريركًا عام 1809، ولم ينل الباليوم أو درع التثبيت من البابا كما هو متعارف عليه، حتى عام 1814 بسبب ظروف الكنيسة الكاثوليكية الصعبة تلك الأيام ونفي البابا من روما.
في عام 1811 قام البطريرك بترميم المقر البطريركي في وادي قاديشا، وأصلح أيضًا مدرسة مار يوحنا مارون في كفر حي لتكون مدرسة إكليركية لطلاب أبرشية جبيل والبترون، ثم جعل عام 1817 دير مار مارون في كسروان مدرسة عامة للطائفة المارونية في لبنان، كما رمم دير التجلّي في عنايا وحوّل اسمه لدير القديسين بطرس وبولس، واتخذ من دير مار شليطا قرب قريته غوسطا مقرًا للبطاركة، قبل أن ينقل في عهد خليفته نهائيًا إلى بكركي، ويعود له نقل مقر البطريركية الصيفي من وادي قاديشا إلى الديمان على الضفة المقابلة للوادي؛ كما دعا أيضًا لعقد مجمع محلي خاص بالكنيسة في اللويزة عام 1818 ترأسه بنفسه وحضور القاصد الرسولي جوزيف لويس غندولفي، بحث هذا المجمع قضيتي مراكز إقامة المطارنة ووجوب سكنهم في أبرشياتهم، وقضية فصل أديار الرهبان عن أديار الراهبات، وهي من الأمور التنفيذية لمقررات المجمع اللبناني عام 1736. وبلغ عدد الأساقفة الذين رسمهم خلال حبريته ثمانية أساقفة.
توفي في 12 مايو 1823 ودفن في قبر أعده لنفسه داخل كنيسة الصرح البطريركي في قنوبين.

## مواقع خارجية
- بطاركة من تاريخ الموارنة على يوتيوب.
- البطريرك يوسف بطرس حبيش.(بالإنجليزية)
- البطاركة الموارنة.(بالإنجليزية)

| سبقه يوسف بطرس التيان | بطريرك أنطاكية وسائر المشرق للموارنة 1809 - 1823 | تبعه يوسف بطرس حبيش |